# Montfort (Maine-et-Loire)
Montfort ist eine Ortschaft und eine Commune déléguée in der französischen Gemeinde Doué-en-Anjou mit 86 Einwohnern (Stand: 1. Januar 2022) im Département Maine-et-Loire in der Region Pays de la Loire. Die Einwohner werden Montfortais genannt.
Die Gemeinde Montfort wurde am 30. Dezember 2016 mit Brigné, Concourson-sur-Layon, Forges, Les Verchers-sur-Layon, Meigné, Saint-Georges-sur-Layon und Doué-la-Fontaine zur neuen Gemeinde Doué-en-Anjou zusammengeschlossen. Sie gehörte zum Arrondissement Saumur und ist Teil des Kantons Doué-la-Fontaine.

## Geografie
Montfort liegt etwa zwölf Kilometer westsüdwestlich von Saumur in der Landschaft Saumurois. Montfort liegt im Weinbaugebiet Anjou.

## Bevölkerungsentwicklung
| Jahr                      | 1962 | 1968 | 1975 | 1982 | 1990 | 1999 | 2006 | 2013 |
| Einwohner                 | 124  | 119  | 111  | 116  | 135  | 111  | 114  | 110  |
| Quelle: Cassini und INSEE |      |      |      |      |      |      |      |      |

## Sehenswürdigkeiten
- Kirche Saint-Hilaire, seit 1974 Monument historique

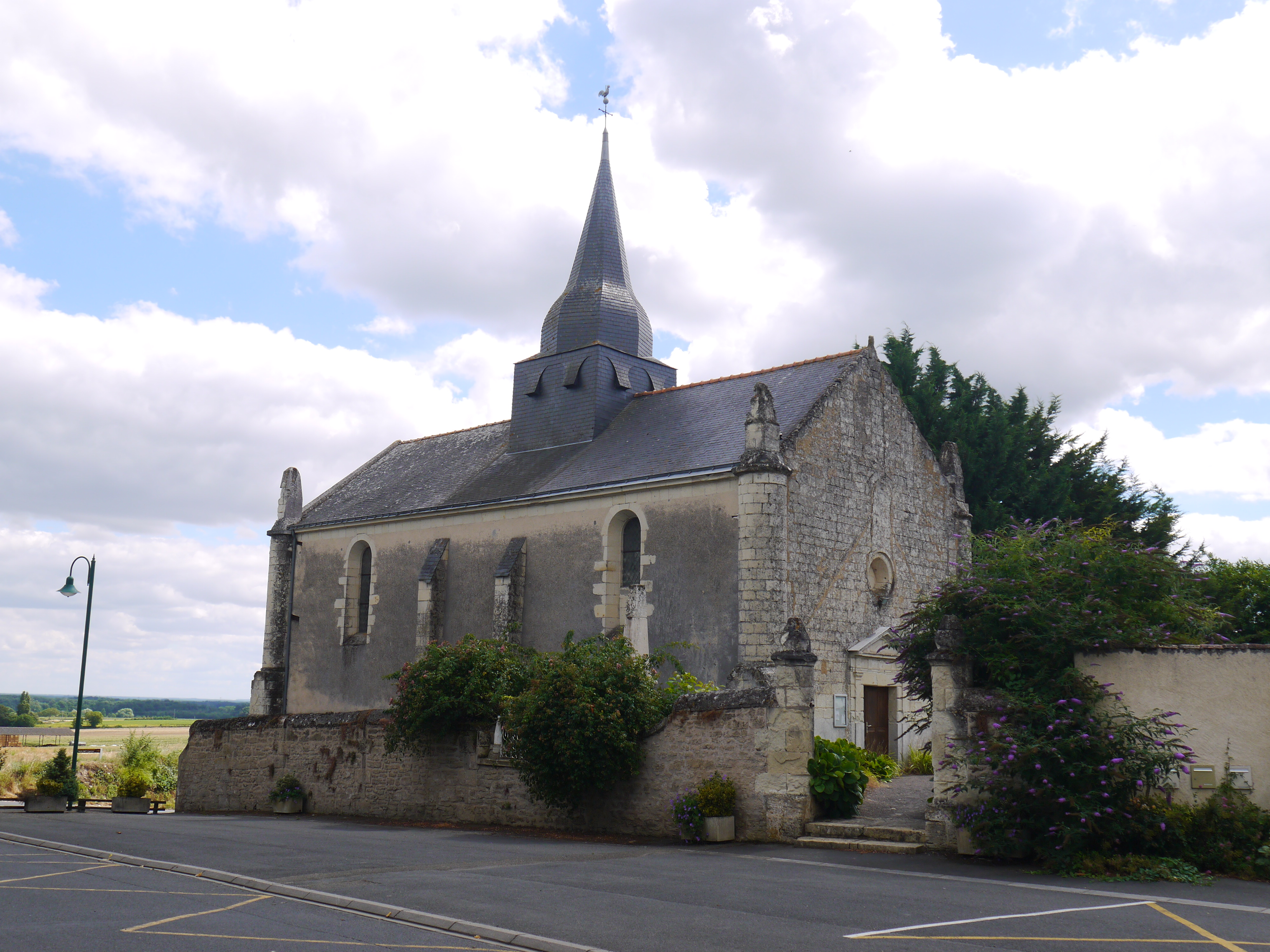
Kirche Saint-Hilaire

## Weinbau
Der Ort gehört zum Weinbaugebiet Anjou.